# Concacaf Nations League C 2023/2024
Concacaf Nations League C 2023/2024 var en fotbollslandslagsturnering som spelades mellan september och november 2023.

## Nationer
- Amerikanska Jungfruöarna
- Anguilla
- Aruba
- Bonaire
- Brittiska Jungfruöarna
- Caymanöarna
- Dominica
- Saint-Martin
- Turks- och Caicosöarna

## Grupper

### Grupp A
| Nr | Lag          | S | V | O | F | GM | IM | MS  | P  |
| -- | ------------ | - | - | - | - | -- | -- | --- | -- |
| 1  | Saint-Martin | 4 | 4 | 0 | 0 | 10 | 1  | +9  | 12 |
| 2  | Bonaire      | 4 | 2 | 0 | 2 | 6  | 6  | 0   | 6  |
| 3  | Anguilla     | 4 | 0 | 0 | 4 | 0  | 19 | −19 | 0  |

| 6           | 7 september 2023 | Anguilla | 0 – 6           | Saint-Martin                                                          | Raymond E. Guishard Technical Centre           |                                                |
| 16:00 UTC−4 | 16:00 UTC−4      |          | (0 – 5) Rapport | 6′, 32′, 38′, 40′ Axel Raga 25′ Stanley Segarel 70′ Romuald Lacazette | The Valley Domare: Fernando Hernández (Mexiko) | The Valley Domare: Fernando Hernández (Mexiko) |
| 16:00 UTC−4 | 16:00 UTC−4      |          |                 |                                                                       | The Valley Domare: Fernando Hernández (Mexiko) | The Valley Domare: Fernando Hernández (Mexiko) |
| 16:00 UTC−4 | 16:00 UTC−4      |          |                 |                                                                       | The Valley Domare: Fernando Hernández (Mexiko) | The Valley Domare: Fernando Hernández (Mexiko) |

| 25          | 11 september 2023 | Saint-Martin                           | 2 – 1           | Bonaire                 | SKNFA Technical Center                                                            |                                                                                   |
| 19:00 UTC−4 | 19:00 UTC−4       | Axel Raga 75′ Adri Serberie 88′ (sjm.) | (0 – 0) Rapport | 67′ Sheehander Martinus | Basseterre (Saint Kitts och Nevis) Domare: Reginald Gumbs (Saint Kitts och Nevis) | Basseterre (Saint Kitts och Nevis) Domare: Reginald Gumbs (Saint Kitts och Nevis) |
| 19:00 UTC−4 | 19:00 UTC−4       |                                        |                 |                         | Basseterre (Saint Kitts och Nevis) Domare: Reginald Gumbs (Saint Kitts och Nevis) | Basseterre (Saint Kitts och Nevis) Domare: Reginald Gumbs (Saint Kitts och Nevis) |
| 19:00 UTC−4 | 19:00 UTC−4       |                                        |                 |                         | Basseterre (Saint Kitts och Nevis) Domare: Reginald Gumbs (Saint Kitts och Nevis) | Basseterre (Saint Kitts och Nevis) Domare: Reginald Gumbs (Saint Kitts och Nevis) |

| 40          | 12 oktober 2023 | Bonaire                                | 2 – 0           | Anguilla | Stadion Antonio Trenidat                               |                                                        |
| 19:00 UTC−4 | 19:00 UTC−4     | Ginel Ronde 10′ Marschelon Pourier 36′ | (2 – 0) Rapport |          | Rincon Publik: 660 Domare: Norberto da Silva (Curaçao) | Rincon Publik: 660 Domare: Norberto da Silva (Curaçao) |
| 19:00 UTC−4 | 19:00 UTC−4     |                                        |                 |          | Rincon Publik: 660 Domare: Norberto da Silva (Curaçao) | Rincon Publik: 660 Domare: Norberto da Silva (Curaçao) |
| 19:00 UTC−4 | 19:00 UTC−4     |                                        |                 |          | Rincon Publik: 660 Domare: Norberto da Silva (Curaçao) | Rincon Publik: 660 Domare: Norberto da Silva (Curaçao) |

| 59          | 16 oktober 2023 | Saint-Martin                                                                              | 8 – 0           | Anguilla | SKNFA Technical Center                                                 |                                                                        |
| 16:00 UTC−4 | 16:00 UTC−4     | Stanley Segarel 17′, 32′ (str.), 39′, 47′ Emmanuel Richardson 49′ Axel Raga 62′, 70′, 88′ | (3 – 0) Rapport |          | Basseterre (Saint Kitts och Nevis) Domare: Jaime Herrera (El Salvador) | Basseterre (Saint Kitts och Nevis) Domare: Jaime Herrera (El Salvador) |
| 16:00 UTC−4 | 16:00 UTC−4     |                                                                                           |                 |          | Basseterre (Saint Kitts och Nevis) Domare: Jaime Herrera (El Salvador) | Basseterre (Saint Kitts och Nevis) Domare: Jaime Herrera (El Salvador) |
| 16:00 UTC−4 | 16:00 UTC−4     |                                                                                           |                 |          | Basseterre (Saint Kitts och Nevis) Domare: Jaime Herrera (El Salvador) | Basseterre (Saint Kitts och Nevis) Domare: Jaime Herrera (El Salvador) |

| 83          | 18 november 2023 | Anguilla | 0 – 3           | Bonaire                                            | Raymond E. Guishard Technical Centre                       |                                                            |
| 15:00 UTC−4 | 15:00 UTC−4      |          | (0 – 2) Rapport | 2′, 6′ (str.) Thierry Anthony 73′ Freadyen Michiel | The Valley Domare: Tristley Bassue (Saint Kitts och Nevis) | The Valley Domare: Tristley Bassue (Saint Kitts och Nevis) |
| 15:00 UTC−4 | 15:00 UTC−4      |          |                 |                                                    | The Valley Domare: Tristley Bassue (Saint Kitts och Nevis) | The Valley Domare: Tristley Bassue (Saint Kitts och Nevis) |
| 15:00 UTC−4 | 15:00 UTC−4      |          |                 |                                                    | The Valley Domare: Tristley Bassue (Saint Kitts och Nevis) | The Valley Domare: Tristley Bassue (Saint Kitts och Nevis) |

| 98          | 21 november 2023 | Bonaire | 0 – 4           | Saint-Martin                                                    | Stadion Antonio Trenidat                |                                         |
| 19:00 UTC−4 | 19:00 UTC−4      |         | (0 – 3) Rapport | 3′, 45+2′ Randy Gentes 13′ Keelan Lebon 46′ Emmanuel Richardson | Rincon Domare: Ricangel de Leça (Aruba) | Rincon Domare: Ricangel de Leça (Aruba) |
| 19:00 UTC−4 | 19:00 UTC−4      |         |                 |                                                                 | Rincon Domare: Ricangel de Leça (Aruba) | Rincon Domare: Ricangel de Leça (Aruba) |
| 19:00 UTC−4 | 19:00 UTC−4      |         |                 |                                                                 | Rincon Domare: Ricangel de Leça (Aruba) | Rincon Domare: Ricangel de Leça (Aruba) |

### Grupp B
| Nr | Lag                      | S | V | O | F | GM | IM | MS  | P  |
| -- | ------------------------ | - | - | - | - | -- | -- | --- | -- |
| 1  | Aruba                    | 4 | 4 | 0 | 0 | 14 | 4  | +10 | 12 |
| 2  | Caymanöarna              | 4 | 1 | 1 | 2 | 6  | 10 | −4  | 4  |
| 3  | Amerikanska Jungfruöarna | 4 | 0 | 1 | 3 | 5  | 11 | −6  | 1  |

| 7           | 7 september 2023 | Amerikanska Jungfruöarna                          | 2 – 2           | Caymanöarna                       | Bethlehem Soccer Stadium                   |                                            |
| 19:00 UTC−4 | 19:00 UTC−4      | Casey J McLaughlin 23′ (sjm.) Jimson St-Louis 42′ | (2 – 1) Rapport | 16′ Jonah Ebanks 47′ Cameron Gray | Christiansted Domare: Reon Radix (Grenada) | Christiansted Domare: Reon Radix (Grenada) |
| 19:00 UTC−4 | 19:00 UTC−4      |                                                   |                 |                                   | Christiansted Domare: Reon Radix (Grenada) | Christiansted Domare: Reon Radix (Grenada) |
| 19:00 UTC−4 | 19:00 UTC−4      |                                                   |                 |                                   | Christiansted Domare: Reon Radix (Grenada) | Christiansted Domare: Reon Radix (Grenada) |

| 26          | 11 september 2023 | Caymanöarna          | 1 – 2           | Aruba                             | Truman Bodden Sports Complex                     |                                                  |
| 15:30 UTC−5 | 15:30 UTC−5       | Christopher Nunez 6′ | (1 – 1) Rapport | 2′ Rovien Ostiana 79′ Darryl Baly | George Town Domare: Ismael Cornejo (El Salvador) | George Town Domare: Ismael Cornejo (El Salvador) |
| 15:30 UTC−5 | 15:30 UTC−5       |                      |                 |                                   | George Town Domare: Ismael Cornejo (El Salvador) | George Town Domare: Ismael Cornejo (El Salvador) |
| 15:30 UTC−5 | 15:30 UTC−5       |                      |                 |                                   | George Town Domare: Ismael Cornejo (El Salvador) | George Town Domare: Ismael Cornejo (El Salvador) |

| 51          | 14 oktober 2023 | Aruba                                                       | 3 – 1           | Amerikanska Jungfruöarna | Trinidad Stadium                                         |                                                          |
| 15:00 UTC−4 | 15:00 UTC−4     | Rovien Ostiana 52′ Diederick Luydens 61′ Mishawn Molina 86′ | (0 – 0) Rapport | 63′ Naqwan Henry         | Oranjestad Domare: Kwinsi Williams (Trinidad och Tobago) | Oranjestad Domare: Kwinsi Williams (Trinidad och Tobago) |
| 15:00 UTC−4 | 15:00 UTC−4     |                                                             |                 |                          | Oranjestad Domare: Kwinsi Williams (Trinidad och Tobago) | Oranjestad Domare: Kwinsi Williams (Trinidad och Tobago) |
| 15:00 UTC−4 | 15:00 UTC−4     |                                                             |                 |                          | Oranjestad Domare: Kwinsi Williams (Trinidad och Tobago) | Oranjestad Domare: Kwinsi Williams (Trinidad och Tobago) |

| 68          | 17 oktober 2023 | Caymanöarna                               | 2 – 1           | Amerikanska Jungfruöarna | Truman Bodden Sports Complex                                                |                                                                             |
| 15:30 UTC−5 | 15:30 UTC−5     | Elijah Seymour 17′ Christopher Reeves 57′ | (1 – 0) Rapport | 84′ Rakeem Joseph        | George Town Publik: 647 Domare: Randy Encarnación (Dominikanska republiken) | George Town Publik: 647 Domare: Randy Encarnación (Dominikanska republiken) |
| 15:30 UTC−5 | 15:30 UTC−5     |                                           |                 |                          | George Town Publik: 647 Domare: Randy Encarnación (Dominikanska republiken) | George Town Publik: 647 Domare: Randy Encarnación (Dominikanska republiken) |
| 15:30 UTC−5 | 15:30 UTC−5     |                                           |                 |                          | George Town Publik: 647 Domare: Randy Encarnación (Dominikanska republiken) | George Town Publik: 647 Domare: Randy Encarnación (Dominikanska republiken) |

| 73          | 16 november 2023 | Amerikanska Jungfruöarna | 1 – 4           | Aruba                                                              | Bethlehem Soccer Stadium                                                 |                                                                          |
| 19:00 UTC−4 | 19:00 UTC−4      | Quinn Farrell 47′        | (0 – 2) Rapport | 23′ Jaydon Dania 41′, 52′ Rovien Ostiana 79′ (str.) Benjamin Maria | Christiansted Publik: 286 Domare: Ken Pennyfeather (Antigua och Barbuda) | Christiansted Publik: 286 Domare: Ken Pennyfeather (Antigua och Barbuda) |
| 19:00 UTC−4 | 19:00 UTC−4      |                          |                 |                                                                    | Christiansted Publik: 286 Domare: Ken Pennyfeather (Antigua och Barbuda) | Christiansted Publik: 286 Domare: Ken Pennyfeather (Antigua och Barbuda) |
| 19:00 UTC−4 | 19:00 UTC−4      |                          |                 |                                                                    | Christiansted Publik: 286 Domare: Ken Pennyfeather (Antigua och Barbuda) | Christiansted Publik: 286 Domare: Ken Pennyfeather (Antigua och Barbuda) |

| 90          | 20 november 2023 | Aruba                                                                                | 5 – 1           | Caymanöarna            | Trinidad Stadium                               |                                                |
| 15:00 UTC−4 | 15:00 UTC−4      | Terence Groothusen 16′, 89′ Rovien Ostiana 45+5′ Benjamin Maria 55′ Jaydon Dania 77′ | (2 – 0) Rapport | 49′ Gunnar Studenhofft | Oranjestad Domare: Norberto da Silva (Curaçao) | Oranjestad Domare: Norberto da Silva (Curaçao) |
| 15:00 UTC−4 | 15:00 UTC−4      |                                                                                      |                 |                        | Oranjestad Domare: Norberto da Silva (Curaçao) | Oranjestad Domare: Norberto da Silva (Curaçao) |
| 15:00 UTC−4 | 15:00 UTC−4      |                                                                                      |                 |                        | Oranjestad Domare: Norberto da Silva (Curaçao) | Oranjestad Domare: Norberto da Silva (Curaçao) |

### Grupp C
| Nr | Lag                    | S | V | O | F | GM | IM | MS | P  |
| -- | ---------------------- | - | - | - | - | -- | -- | -- | -- |
| 1  | Dominica               | 4 | 3 | 1 | 0 | 8  | 2  | +6 | 10 |
| 2  | Brittiska Jungfruöarna | 4 | 1 | 2 | 1 | 7  | 6  | +1 | 5  |
| 3  | Turks- och Caicosöarna | 4 | 0 | 1 | 3 | 3  | 10 | −7 | 1  |

| 17          | 9 september 2023 | Brittiska Jungfruöarna                | 3 – 1           | Turks- och Caicosöarna    | A. O. Shirley Recreation Ground      |                                      |
| 15:30 UTC−4 | 15:30 UTC−4      | Troy Caesar 4′ Luka Chalwell 10′, 50′ | (2 – 1) Rapport | 45+4′ (str.) Billy Forbes | Road Town Domare: Victor Rivas (USA) | Road Town Domare: Victor Rivas (USA) |
| 15:30 UTC−4 | 15:30 UTC−4      |                                       |                 |                           | Road Town Domare: Victor Rivas (USA) | Road Town Domare: Victor Rivas (USA) |
| 15:30 UTC−4 | 15:30 UTC−4      |                                       |                 |                           | Road Town Domare: Victor Rivas (USA) | Road Town Domare: Victor Rivas (USA) |

| 34          | 12 september 2023 | Turks- och Caicosöarna | 0 – 3           | Dominica                               | TCIFA National Academy                               |                                                      |
| 16:00 UTC−4 | 16:00 UTC−4       |                        | (0 – 1) Rapport | 18′, 64′ Troy Jules 90+3′ Briel Thomas | Providenciales Domare: Benjamin Whitty (Caymanöarna) | Providenciales Domare: Benjamin Whitty (Caymanöarna) |
| 16:00 UTC−4 | 16:00 UTC−4       |                        |                 |                                        | Providenciales Domare: Benjamin Whitty (Caymanöarna) | Providenciales Domare: Benjamin Whitty (Caymanöarna) |
| 16:00 UTC−4 | 16:00 UTC−4       |                        |                 |                                        | Providenciales Domare: Benjamin Whitty (Caymanöarna) | Providenciales Domare: Benjamin Whitty (Caymanöarna) |

| 41          | 12 oktober 2023 | Dominica         | 1 – 1           | Brittiska Jungfruöarna | Daren Sammy Cricket Ground                                            |                                                                       |
| 17:00 UTC−4 | 17:00 UTC−4     | Briel Thomas 82′ | (0 – 1) Rapport | 29′ Luka Chalwell      | Gros Islet (Saint Lucia) Publik: 725 Domare: Ricangel de Leça (Aruba) | Gros Islet (Saint Lucia) Publik: 725 Domare: Ricangel de Leça (Aruba) |
| 17:00 UTC−4 | 17:00 UTC−4     |                  |                 |                        | Gros Islet (Saint Lucia) Publik: 725 Domare: Ricangel de Leça (Aruba) | Gros Islet (Saint Lucia) Publik: 725 Domare: Ricangel de Leça (Aruba) |
| 17:00 UTC−4 | 17:00 UTC−4     |                  |                 |                        | Gros Islet (Saint Lucia) Publik: 725 Domare: Ricangel de Leça (Aruba) | Gros Islet (Saint Lucia) Publik: 725 Domare: Ricangel de Leça (Aruba) |

| 60          | 16 oktober 2023 | Turks- och Caicosöarna       | 2 – 2           | Brittiska Jungfruöarna              | TCIFA National Academy                                                   |                                                                          |
| 16:00 UTC−4 | 16:00 UTC−4     | Billy Forbes 26′ (str.), 76′ | (1 – 1) Rapport | 3′ Joshua Bertie 90+5′ Justin Smith | Providenciales Publik: 250 Domare: Hakeem Harvey (Saint Kitts och Nevis) | Providenciales Publik: 250 Domare: Hakeem Harvey (Saint Kitts och Nevis) |
| 16:00 UTC−4 | 16:00 UTC−4     |                              |                 |                                     | Providenciales Publik: 250 Domare: Hakeem Harvey (Saint Kitts och Nevis) | Providenciales Publik: 250 Domare: Hakeem Harvey (Saint Kitts och Nevis) |
| 16:00 UTC−4 | 16:00 UTC−4     |                              |                 |                                     | Providenciales Publik: 250 Domare: Hakeem Harvey (Saint Kitts och Nevis) | Providenciales Publik: 250 Domare: Hakeem Harvey (Saint Kitts och Nevis) |

| 74          | 16 november 2023 | Brittiska Jungfruöarna | 1 – 2           | Dominica                               | A. O. Shirley Recreation Ground                                      |                                                                      |
| 15:00 UTC−4 | 15:00 UTC−4      | T´Sharne Gallimore 63′ | (0 – 0) Rapport | 52′ Audel Laville 68′ Eustace Marshall | Road Town Publik: 385 Domare: Reginald Gumbs (Saint Kitts och Nevis) | Road Town Publik: 385 Domare: Reginald Gumbs (Saint Kitts och Nevis) |
| 15:00 UTC−4 | 15:00 UTC−4      |                        |                 |                                        | Road Town Publik: 385 Domare: Reginald Gumbs (Saint Kitts och Nevis) | Road Town Publik: 385 Domare: Reginald Gumbs (Saint Kitts och Nevis) |
| 15:00 UTC−4 | 15:00 UTC−4      |                        |                 |                                        | Road Town Publik: 385 Domare: Reginald Gumbs (Saint Kitts och Nevis) | Road Town Publik: 385 Domare: Reginald Gumbs (Saint Kitts och Nevis) |

| 91          | 20 november 2023 | Dominica          | 2 – 0           | Turks- och Caicosöarna | A. O. Shirley Recreation Ground                                                |                                                                                |
| 15:00 UTC−4 | 15:00 UTC−4      | Audel Laville 15′ | (1 – 0) Rapport | 61′ Javid George       | Road Town (Brittiska Jungfruöarna) Domare: Timothy Derry (Trinidad och Tobago) | Road Town (Brittiska Jungfruöarna) Domare: Timothy Derry (Trinidad och Tobago) |
| 15:00 UTC−4 | 15:00 UTC−4      |                   |                 |                        | Road Town (Brittiska Jungfruöarna) Domare: Timothy Derry (Trinidad och Tobago) | Road Town (Brittiska Jungfruöarna) Domare: Timothy Derry (Trinidad och Tobago) |
| 15:00 UTC−4 | 15:00 UTC−4      |                   |                 |                        | Road Town (Brittiska Jungfruöarna) Domare: Timothy Derry (Trinidad och Tobago) | Road Town (Brittiska Jungfruöarna) Domare: Timothy Derry (Trinidad och Tobago) |

## Ranking av grupptvåor
| Nr | Lag (grupp)                | S | V | O | F | GM | IM | MS | P |
| -- | -------------------------- | - | - | - | - | -- | -- | -- | - |
| 1  | Bonaire (A)                | 4 | 2 | 0 | 2 | 6  | 6  | 0  | 6 |
| 2  | Brittiska Jungfruöarna (C) | 4 | 1 | 2 | 1 | 7  | 6  | +1 | 5 |
| 3  | Caymanöarna (B)            | 4 | 1 | 1 | 2 | 6  | 10 | −4 | 4 |

## Statistik

### Skytteligan
8 mål
- Axel Raga

5 mål
| - Rovien Ostiana | - Stanley Segarel |

3 mål
| - Luka Chalwell | - Billy Forbes |

2 mål
| - Jaydon Dania - Terence Groothusen - Benjamin Maria - Thierry Anthony - Christopher Reeves | - Troy Jules - Audel Laville - Briel Thomas - Randy Gentes - Emmanuel Richardson |

1 mål
| - Quinn Farrell - Naqwan Henry - Rakeem Joseph - Jimson St. Louis - Darryl Bäly - Diederick Luydens - Mishawn Molina - Sheehander Martinus - Freadyen Michiel - Marschelon Pourier - Ginel Ronde - Joshua Bertie | - Troy Caesar - T´Sharne Gallimore - Justin Smith - Jonah Ebanks - Cameron Gray - Elijah Seymour - Gunnar Studenhofft - Javid George - Eustace Marshall - Romuald Lacazette - Keelan Lebon |

Självmål
| - Daymerick Casper (mot Saint-Martin) | - Casey J McLaughlin (mot Amerikanska Jungfruöarna) |

## Anmärkningslista
1. ↑  Matchen mellan Saint-Martin och Bonaire, som ursprungligen var planerad att sparkas igång klockan 15:30 UTC−4,[1] sköts upp till 19:00 UTC−4.[2]
2. ↑  Matchen mellan Dominica och Brittiska Jungfruöarna, som ursprungligen var planerad att sparkas igång klockan 20:00 UTC−4,[1] tidigarelades till 17:00 UTC−4.[6]